# Día Internacional del Derecho a la Verdad en relación con Violaciones Graves de los Derechos Humanos y de la Dignidad de las Víctimas
El Día Internacional del Derecho a la Verdad en relación con Violaciones Graves de los Derechos Humanos y de la Dignidad de las Víctimas es una jornada que se conmemora el 24 de marzo desde 2011 y fue establecida el 21 de diciembre de 2010 por la Asamblea General de las Naciones Unidas (AGNU).

## Proclamación
El Día Internacional del Derecho a la Verdad en relación con Violaciones Graves de los Derechos Humanos y de la Dignidad de las Víctimas fue establecido el 21 de diciembre de 2010 por la AGNU. Este día se instauró en reconocimiento al derecho de las víctimas y sus familias de conocer la verdad sobre las violaciones graves de derechos humanos y las infracciones al derecho humanitario.

## Celebración
Cada 24 de marzo se conmemora este día internacional en recuerdo del aniversario del asesinato de Monseñor Óscar Arnulfo Romero, ocurrido en 1980, quien se destacó por su firme denuncia de las violaciones de derechos humanos en El Salvador. La celebración enfatiza la importancia de la verdad, la justicia y la reparación para las víctimas de violaciones graves de derechos humanos, promoviendo además la memoria colectiva y el compromiso con la no repetición de estos hechos.

## Vinculación con los ODS
El Derecho a la Verdad se alinea estrechamente con varios de los Objetivos de Desarrollo Sostenible, particularmente el ODS 16, que promueve sociedades pacíficas e inclusivas para el desarrollo sostenible, proporciona acceso a la justicia para todos y construye instituciones eficaces a todos los niveles. La transparencia, la rendición de cuentas y el acceso a la justicia son fundamentales para lograr este objetivo, resaltando cómo el derecho a la verdad no solo es esencial para abordar las violaciones del pasado, sino también para construir un futuro más justo y sostenible.